# سیارک ۲۶۶۱۱
سیارک ۲۶۶۱۱ (به انگلیسی: 26611 Madzlandon، نامگذاری:2000FT41)۲۶۶۱۱مین سیارک کشف شده‌است که در ۲۹ مارس ۲۰۰۰ کشف شد.